# Keine Angst Liebling, ich pass schon auf!
Pour plus de détails, voir Fiche technique et Distribution.
Keine Angst Liebling, ich pass schon auf! (en français Ne t'inquiète pas ma chérie, je ferai attention !) est un film suisse réalisé par Erwin Strahl (de) sorti en 1970.

## Synopsis
L'architecte viennois Armin Felsner part en voyage d'affaires en Suisse. Cependant, il ne dit pas à sa femme Edith qu'il voyage avec la séduisante Gerti. Il espère secrètement une aventure amoureuse.
Quand Edith découvre les véritables intentions de son mari, elle le suit immédiatement. Sous divers déguisements, elle réussit à déjouer les infidélités de son mari et le force ainsi à renoncer à son projet.

## Fiche technique
- Titre original : Keine Angst Liebling, ich pass schon auf!
- Réalisation : Erwin Strahl (de)
- Scénario : Erwin Strahl
- Musique : Toni Stricker
- Costumes : Lambert Hofer
- Photographie : Walter Partsch (de)
- Son : Bruno Müller
- Montage : Friedericke Mair
- Production : Leo Höger
- Société de production : Stamm Film AG
- Pays de production :  Suisse
- Langue : suisse allemand
- Format : Couleur - 1,37:1 - Mono - 35 mm
- Genre : Comédie
- Durée : 108 minutes
- Dates de sortie :
  - Suisse : 28 août 1970.

## Distribution
- Waltraut Haas : Edith Ebner
- Rudolf Strobl : Armin Felsner
- Daria Damar : Gerti
- Alfred Rasser : le concierge Stierli
- Gusti Wolf : Anna
- Heinrich Gretler : le directeur de l'hôtel
- Erwin Strahl : Corrado Carusello
- Hubert von Meyerinck : le portier
- Toni Stubhan : Otto Nepochhan
- Gabriello Papescu : Domenico Oscuro
- Paula Elges : Frau Löwenzahn

## Production
Il s'agit de la seule réalisation d'Erwin Strahl, le mari de l'actrice principale Waltraut Haas. La production est de 500 000 francs suisses. Bien qu'il s'agisse d'une production suisse, la plupart des acteurs devant et derrière la caméra sont issus de films de divertissement allemands ou autrichiens.
Le tournage a lieu à Hertenstein. Le film Immer die verflixten Weiber est tourné en même temps avec la même équipe technique et en partie les mêmes comédiens.